# Klaus-Peter Färber

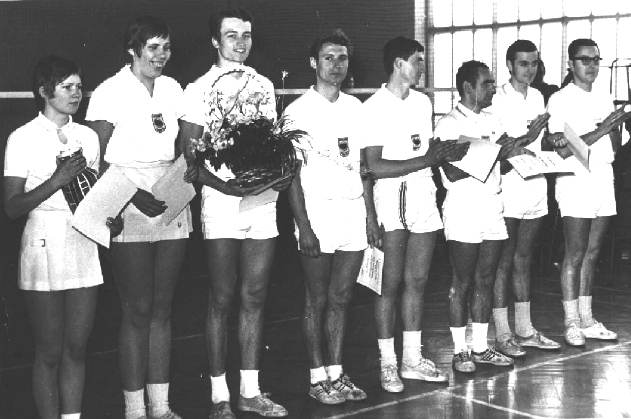
Klaus-Peter Färber im Tröbitzer Team 1971, von links: Monika Thiere, Rita Gerschner, Joachim Schimpke, Klaus Katzor, Roland Riese, Gottfried Seemann, Klaus-Peter Färber, Erich Wilde

Klaus-Peter Färber (* 7. Februar 1947 in Tröbitz) ist ein ehemaliger deutscher Badmintonspieler.

## Karriere
Nach dem Gewinn des DDR-Jugendmannschaftspokals 1963 und des Vizemeistertitels der Junioren im Herrendoppel zusammen mit Jürgen Bommel 1965 wechselte er in die erste Mannschaft des sechsmaligen Meisters Aktivist Tröbitz. Mit dem Team gewann er weitere fünf Titel in Folge bis 1971. Drei weitere Silbermedaillengewinne mit der Mannschaft folgten bis 1974. Aus beruflichen Gründen wechselte er zusammen mit Annemarie Richter nach der Punktspielsaison 1973/1974 nach Frankfurt (Oder). Außer Annemarie Richter nahm er auch seine gute Form mit zu seinem neuen Verein Halbleiterwerk Frankfurt (Oder): Gemeinsam gewannen sie 1974 bei den DDR-Einzelmeisterschaften die Bronzemedaille im Mixed. Später heirateten Annemarie Richter und Klaus-Peter Färber, sportlich wurde es jedoch sehr ruhig um sie.
Beide leben noch heute in Frankfurt (Oder).

## Sportliche Erfolge
| Saison    | Veranstaltung                           | Disziplin    | Platz | Name |
| --------- | --------------------------------------- | ------------ | ----- | --- |
| 1962/1963 | DDR-Mannschaftspokal Jugend (FDJ-Pokal) | Mannschaft   | 1     | Aktivist Tröbitz (Jürgen Bommel, Siegfried Kirmse, Harry Deinert, Heidrun Hapke, Klaus-Peter Färber, Gerd Wendt, Gerlinde Krusche)                                                                                   |
| 1962/1963 | DDR-Mannschaftsmeisterschaft Jugend     | Mannschaft   | 3     | Aktivist Tröbitz (Jürgen Bommel, Klaus-Peter Färber, Gerd Wendt, Siegfried Kirmse, Harry Deinert, Heidrun Hapke, Gerlinde Krusche)                                                                                   |
| 1963/1964 | DDR-Mannschaftsmeisterschaft Jugend     | Mannschaft   | 1     | Aktivist Tröbitz (Jürgen Bommel, Klaus-Peter Färber, Gerd Wendt, Siegfried Kirmse, Hubert Höhne, Heidrun Hapke, Gerlinde Krusche)                                                                                    |
| 1964/1965 | DDR-Einzelmeisterschaft AK 16/17        | Herrendoppel | 2     | Jürgen Bommel / Klaus-Peter Färber (Aktivist Tröbitz) |
| 1966/1967 | DDR-Mannschaftsmeisterschaft            | Mannschaft   | 1     | Aktivist Tröbitz (Gottfried Seemann, Joachim Schimpke, Erich Wilde, Klaus-Peter Färber, Klaus Katzor, Harry Deinert, Helfried Wunderlich, Gerhard Dietze, Ruth Mertzig, Rita Gerschner, Annemarie Fritzsche)         |
| 1967/1968 | DDR-Mannschaftsmeisterschaft            | Mannschaft   | 1     | Aktivist Tröbitz (Gottfried Seemann, Joachim Schimpke, Erich Wilde, Klaus-Peter Färber, Klaus Katzor, Ruth Mertzig, Annemarie Seemann, Rita Gerschner)                                                               |
| 1968/1969 | DDR-Mannschaftsmeisterschaft            | Mannschaft   | 1     | Aktivist Tröbitz (Gottfried Seemann, Joachim Schimpke, Erich Wilde, Klaus-Peter Färber, Klaus Katzor, Roland Riese, Harry Deinert, Ruth Mertzig, Rita Gerschner, Annemarie Seemann, Angelika Seifert, Monika Thiere) |
| 1969/1970 | DDR-Mannschaftsmeisterschaft            | Mannschaft   | 1     | Aktivist Tröbitz (Gottfried Seemann, Joachim Schimpke, Erich Wilde, Klaus-Peter Färber, Roland Riese, Klaus Katzor, Rita Gerschner, Monika Thiere, Annemarie Seemann)                                                |
| 1970/1971 | DDR-Mannschaftsmeisterschaft            | Mannschaft   | 1     | Aktivist Tröbitz (Gottfried Seemann, Joachim Schimpke, Erich Wilde, Harry Deinert, Klaus-Peter Färber, Roland Riese, Klaus Katzor, Werner Michael, Angelika Seifert, Monika Thiere, Rita Gerschner)                  |
| 1971/1972 | DDR-Mannschaftsmeisterschaft            | Mannschaft   | 2     | Fortschritt Tröbitz (Gottfried Seemann, Joachim Schimpke, Klaus-Peter Färber, Roland Riese, Rainer Skobowsky, Klaus Katzor, Werner Michael, Rita Gerschner, Angelika Seifert, Monika Thiere)                         |
| 1972/1973 | DDR-Mannschaftsmeisterschaft            | Mannschaft   | 2     | Fortschritt Tröbitz (Gottfried Seemann, Gerhard Riese, Joachim Schimpke, Claus Cassens, Klaus-Peter Färber, Roland Riese, Klaus Katzor, Monika Thiere, Angelika Seifert, Rita Gerschner)                             |
| 1973/1974 | DDR-Mannschaftsmeisterschaft            | Mannschaft   | 2     | Fortschritt Tröbitz (Joachim Schimpke, Harald Richter, Klaus-Peter Färber, Roland Riese, Werner Michael, Monika Thiere, Annemarie Richter)                                                                           |
| 1973/1974 | DDR-Einzelmeisterschaft                 | Mixed        | 3     | Klaus-Peter Färber / Annemarie Richter (Halbleiterwerk Frankfurt) |